# Fischbein

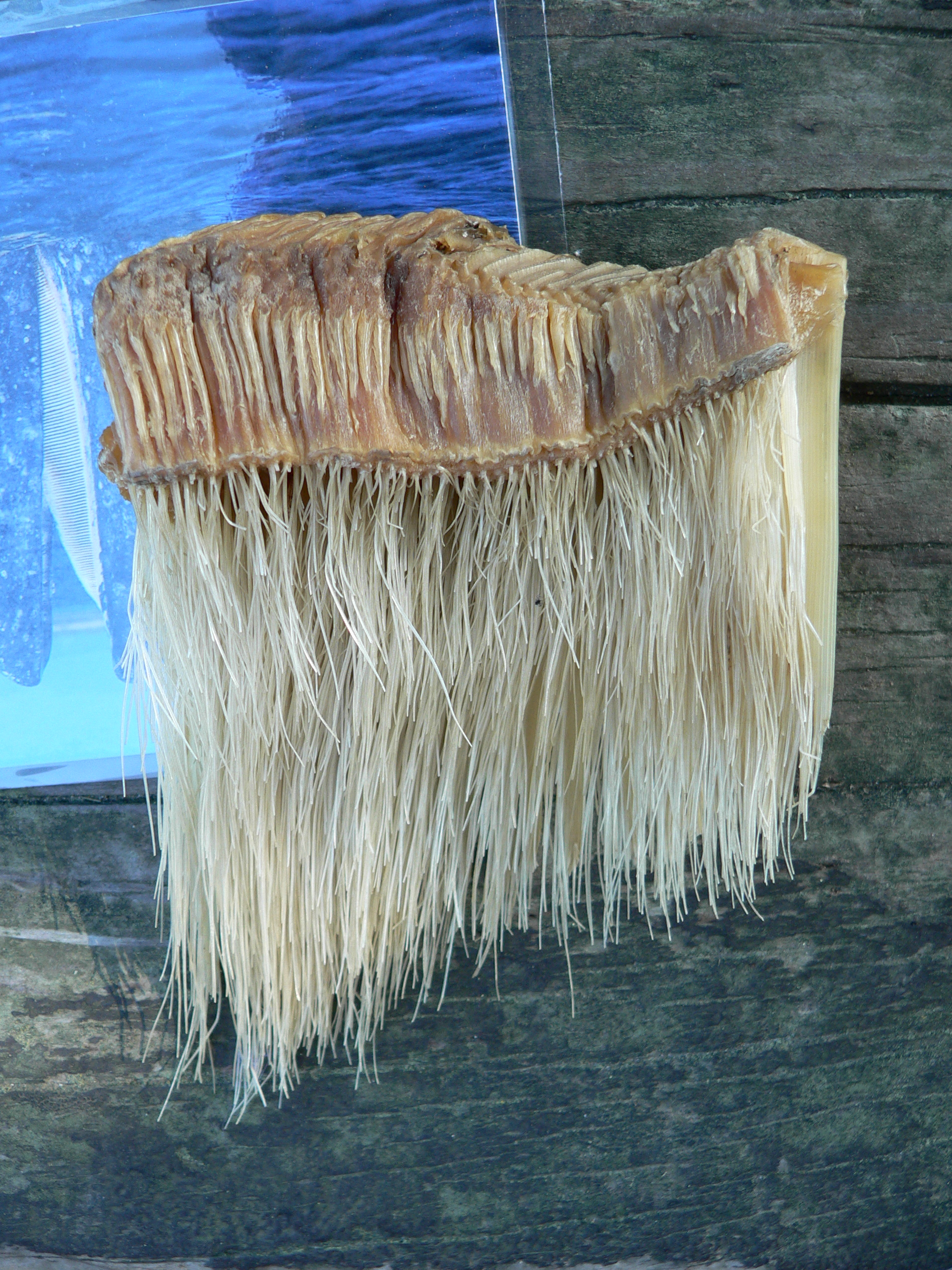
Fischbein

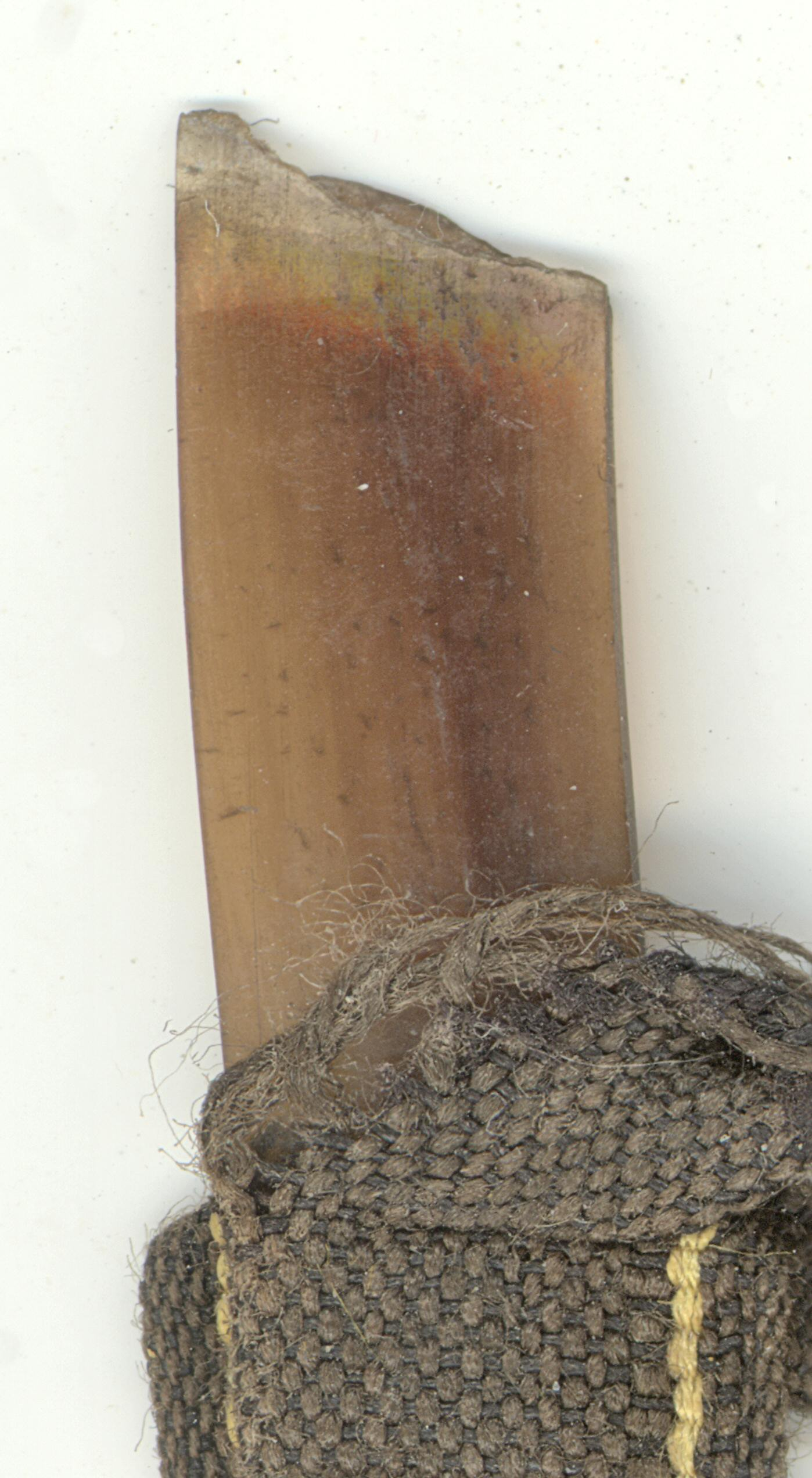
Fischbein, eingenäht in einem Korsett

Fischbein ist ein Material, das aus den Barten von Bartenwalen (z. B. Blauwal, Buckelwal, Finnwal) hergestellt wird. Die langen, faserigen, hornartigen Platten dienen den Walen dazu, Plankton aus dem Wasser zu filtern.
In der Konsistenz ist Fischbein gleichzeitig steif und flexibel, weshalb es historisch für spezielle Zwecke, wie Korsettstäbe, zum Einsatz kam. Kein anderes Material wies seinerzeit dieselben Eigenschaften auf, und so führte die Jagd nach Walen wegen ihres Fischbeins zum Rückgang der Walpopulation, der beinahe zur Ausrottung der Bartenwale führte. Erst mit dem Ende der Korsettmode um 1915 verlor Fischbein als Motivation für den Walfang seine Bedeutung.
Heute werden als Ersatz Stahl- und Kunststoffstäbe verwendet, die im Zusammenhang mit Korsetts weiterhin als Fischbein bezeichnet werden.

## Herstellung
In unbearbeitetem Zustand bestehen die gereinigten Barten aus langen Platten, die bis zu 450 cm lang, 30 cm breit und 1 cm dick sind. Wie zwei Kämme hängen sie mit einer dichten Folge von Zinken am Oberkiefer. Sie sind außen glatt und innen borstenartig, ihre Farbe variiert zwischen hellgrauen und braunen Tönen bis zu schwarz.
Noch an Bord wurden die Barten gereinigt und getrocknet. In den Hafenstädten erfolgte die Weiterverarbeitung durch die Werkstätten der Fischbeinreißer und -kocher. Dort wurden die langen Platten in Stücke von zweckdienlicher Länge zersägt, ausgekocht und entlang der Fasern zerteilt. Fischbein ist wegen seiner faserigen Beschaffenheit leicht zu spalten, sodass man es mit wenig Kraftaufwand zu Streifen der gewünschten Breite und Dicke verarbeiten kann. Mit einem hobelartigen Ziehmesser wurden dünne Stäbe geschnitten („gerissen“) und Oberflächen geglättet. Den Beruf des Fischbeinreißers gab es bis zum Ersten Weltkrieg.

## Eigenschaften und Verwendung
Vom 17. bis zum frühen 20. Jahrhundert wurden aus Fischbein Korsettstäbe, Reifrock-Reifen, Sonnenschirmstreben, stabile Hüte und andere Modeartikel gefertigt. Man verarbeitete Fischbein außerdem zu Reitpeitschen, Flanierstöcken und Körben. Die Schabspäne, also die Reste der Verarbeitung, nutzte man als Polstermaterial; die haarähnlichen Fasern wurden zu Bürsten verarbeitet.
Fischbein wurde Anfang des 20. Jahrhunderts in verschiedenen Qualitäten gehandelt: Stark faserige Anteile als Korsett-Fischbein, weil es in Stofftunnel eingeschoben wurde und daher nicht durchnäht werden musste – durch Nadelstiche hätte es sich spalten können. Kleider-Fischbein hingegen konnte durchnäht werden, diente der Versteifung von Oberbekleidung (in Form von Taillenstäben) und war etwas teurer. Das Peitschen-Fischbein zeichnete sich durch seine hohe Elastizität aus und wurde mit quadratischem Querschnitt geschnitten, um zu Reitgerten verarbeitet zu werden.
In Japan wird Fischbein als Teil der Theaterpuppenmechanik im Bunraku verwendet.